# Script (lettertype)
Een script is een digitaal lettertype dat gemaakt is uit geschreven letters.
Een script geeft een losse, informele sfeer aan een tekst.
Er bestaan veel algemene scriptlettertypen die gekocht kunnen worden, maar in een aantal gevallen worden voor zetwerkzaamheden exclusieve lettertypen gemaakt van handschriften. Met name in stripboeken maakt men vaak fonts van handschriften van de tekenaar om het mogelijk te maken om de stripboeken in een andere taal tekstueel zo veel mogelijk hetzelfde karakter mee te geven als de taal waarin het oorspronkelijk werd gemaakt.